# الرومانية الكاثوليكية في ماليزيا

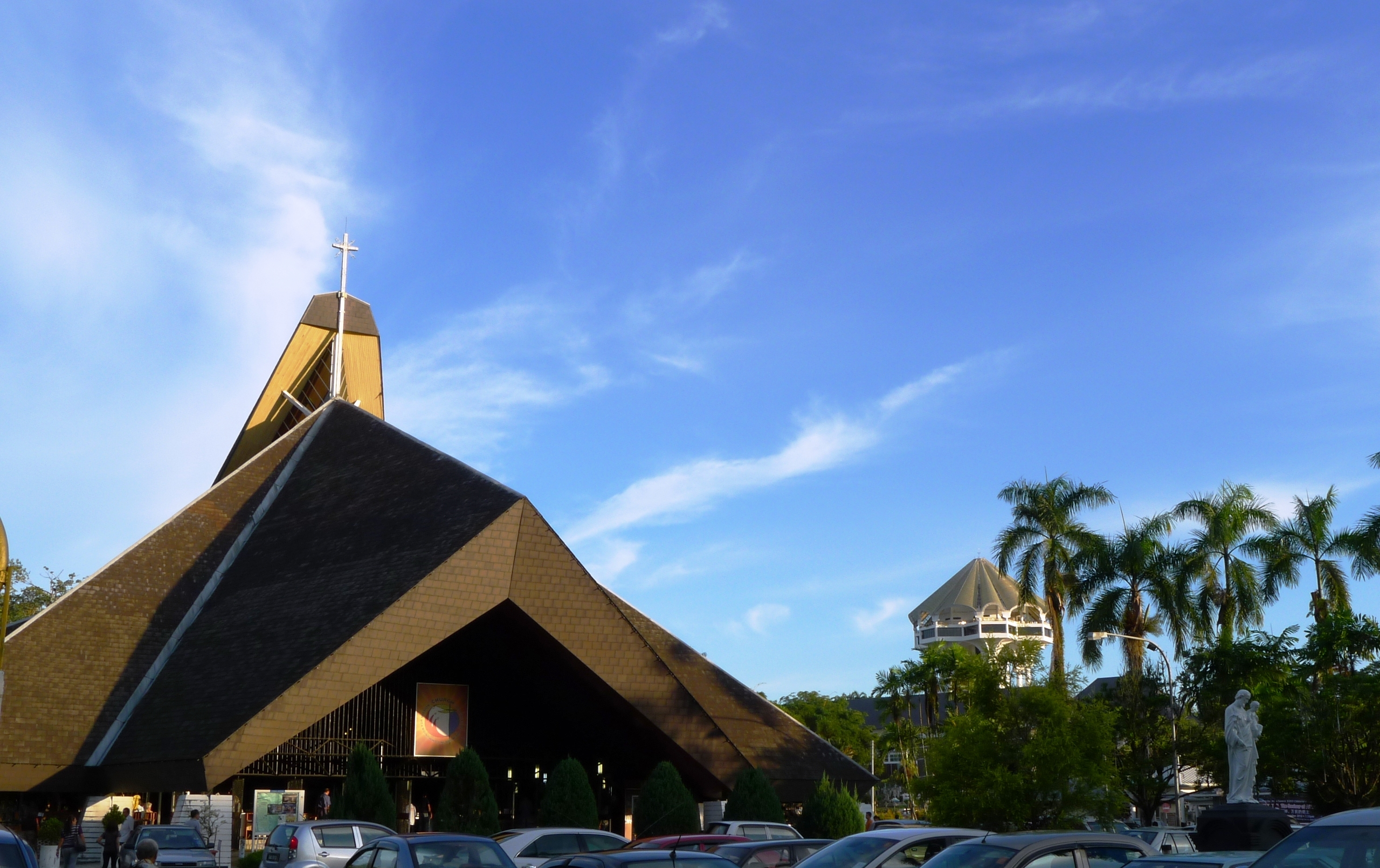
كنيسة القديس يوسف الكاثوليكيَّة في سراوق.

الكنيسة الكاثوليكية الماليزيَّة هي جزء من الكنيسة الكاثوليكية العالمية في ظل القيادة الروحية للبابا في روما. واعتبارا من عام 2010، كان هناك أكثر من مليون كاثوليكي في ماليزيا أي حوالي 3.5% من مجموع السكان. ويتوزع كاثوليك البلد إلى تسعة أبرشيات من بينها ثلاثة أسقفيات. وتملك الكنيسة الكاثوليكية في ماليزيا جريدتها الخاصة، وهي صحيفة هيرالد الأسبوعية والتي يتم توزيعها على جميع الكنائس الكاثوليكية في جميع أنحاء ماليزيا.
يعود حضور المذهب الكاثوليكي في البلاد إلى عام 1511 مع وصول الغزاة البرتغاليين بقيادة الأدميرال ألفونسو دي ألبوكيرك والذي رافقه عدد من الكهنة الكاثوليك. استولى البرتغاليون على ملقا لتجارتها بالتوابل. بين 1545 وحوالي عام 1552، قدم فرنسيس كسفاريوس للتبشير في مالقا. وفي عام 1641، بدأ احتلال ملقا من قبل الهولنديين وقامت السلطات الهولنديَّة بقمع الكنيسة الكاثوليكية ما أدَّى إلى فرار الأساقفة والكهنة إلى تيمور. في عام 1826 خضعت بينانق وملقا وسنغافورة تحت الحكم البريطاني. في عام 1852، أبحرت راهبات أخوات الطفل يسوع ودي لاسال الفرير إلى البلاد من أجل بناء المدارس المسيحية في المدن الكبرى في شبه جزيرة ماليزيا. وبدأت الأخوات أيضًا ببناء دور الأيتام. وصلت جاءت الكاثوليكية إلى بورنيو الشمالية في عام 1882 بعد تأسيس بورنيو الشمالية البريطانية. وركز المبشرون الكاثوليك مثل ميل هيل، أساسًا على المجتمعات الصينية والسكان الأصليين، وبحلول نهاية القرن التاسع عشر، تأثرت ماليزيا بهجرة هائلة من الصينيين والهنود الذين تمت دعوتهم للعمل في مناجم القصدير والمزارع المطاطية والسكك الحديدية من قبل البريطانيين.
خلال الحرب العالمية الثانية والانتفاضة الشيوعية، عانت الكنيسة الكاثوليكية من الاضطهاد، ولكن مع ذلك حافظت على وجودها. خلال السنوات 1942 حتى 1945 من الحرب العالمية الثانية والاحتلال الياباني، أغلقت المدارس الكاثوليكية؛ وعانى الشعب كثيرا. وبين عام 1948 حتى عام 1960، كان التمرد الشيوعي معاديًا جدًا للكنيسة الكاثوليكية. في عام 1955، تم إنشاء أبرشيتين في كوالالمبور وبينانق وترأسها أول أساقفة محليين وهما كل من دومينيك فيندارغون وفرانسيس تشان. وفي عام 1957 حصلت مالايا على الاستقلال، وتم تعيين أول رئيس وزراء وهو تونكو عبد الرحمن. وفي 16 سبتمبر من عام 1963، تم تأسيس بلد كبير يضم ماليزيا مع سنغافورة وصباح وسراوق ولكن بحلول عام 1965، تفككت سنغافورة مع ماليزيا وأصبحت جمهورية مستقلة. وفي 13 مايو من عام 1969، سجلت أعمال عنف وقتل عنصرية في أعقاب الانتخابات. وأعلنت حالة الطوارئ وفرض حظر التجول. على مدى العقد، تم التمييز ضد المسيحيين وتم طرد الكاثوليك وغيرهم من المبشرين المسيحيين من صباح. ومع ذلك، في عام 1972، تم إنشاء أبرشية جديدة في ملقا وجوهور. وبالتوازي مع التنمية الاقتصادية والصناعية للأمة، نمت الكنيسة الكاثوليكية في ماليزيا بشكل كبير خلال عقد 1977، مع التركيز على الحوار بين الأديان، والمساواة، والحرية الدينية.